# Scopí
Der Scopí ist ein 3190 m ü. M. hoher Berg in den Adula-Alpen, unmittelbar östlich des Lukmanierpasses. Die Grenze zwischen dem Kanton Tessin und dem Kanton Graubünden verläuft vom Pass über den Westgrat des Scopí und weiter vom Gipfel über den Hauptkamm in südlicher Richtung. Der Bündner Teil gehört zur Gemeinde Medel (Lucmagn), der Tessiner Teil zur Gemeinde Blenio. Westlich liegt das Val Medel mit dem Lai da Sontga Maria, östlich das Val Casatscha. Auf dem nord-südlich verlaufenden Bergkamm erhebt sich nördlich der Piz Miez, südlich der Pizzo del Corvo.
Auf dem Gipfel steht eine militärische Radarstation, die durch eine Luftseilbahn erschlossen wird, die nicht öffentlich genutzt werden kann. Beim Bau der Anlagen wurde der ursprünglich neun Meter höhere Gipfel eingeebnet. Das Gipfelplateau ist aber kein Sperrgebiet, sondern in der Regel für Alpinisten zugänglich.
Im Jahr 1782 hatte der Benediktinerpater Placidus a Spescha vom Lukmanierpass, wo er als Seelsorger tätig war, als Erster den Berg bestiegen.